# Yalí (Antioquia)
Pour les homonymes, voir Yali (homonymie).
Yalí est une municipalité située dans le département d'Antioquia, en Colombie.